# Elzo Coelho
Elzo Coelho (22 de gener de 1961) és un exfutbolista brasiler.

## Selecció del Brasil
Va formar part de l'equip brasiler a la Copa del Món de 1986.

## Palmarès
Internacional
- Campionat gaúcho: 1982, 1983, 1984

Atlético Mineiro
- Campionat mineiro: 1985, 1986

Benfica
- Lliga portuguesa de futbol: 1988-89